# 公主與哥布林
《公主與哥布林》（The Princess and the Goblin）是喬治·麥克唐納的一部奇幻小說，1872年由Strahan & Co.首次出版。

## 情節
八歲的公主艾琳（Irene）孤獨地生活在一個荒涼的山中王國里，只有其女僕“洛蒂”（"Lootie"）為伴。因為母親早死而父親忙於國務，她並不知道地底的哥布林的存在。
哥布林在數個世紀之前曾是人類，但由於各種原因轉而居於地底，由於這樣的生活方式而使得其形容醜怪。它們因此敵視人類并誓言報復。一日艾琳和知道哥布林存在的洛蒂因出遊時間太久而遭遇哥布林，這些生物因為被陽光拒絕而只能在夜晚出沒。在礦工之子柯迪·彼得森（Curdie Petersonse）的幫助下，二人得以逃脫，公主因此與柯迪成爲了朋友。
然而，不久之後柯迪偶然間在礦洞中發現了哥布林王國，並得知哥布林打算進攻人類并綁架公主將她嫁給缺唇王子（Prince Harelip），以此強迫人類接受哥布林的統治。這一切的幕後黑手是邪惡的哥布林女王，缺唇王子的繼母。然而女王有一個秘密，即其擁有腳趾這一其他哥布林沒有而且厭惡的身體特徵。
加上公主的祖奶奶的幫助，公主與柯迪籌備了一個計劃并擊敗了哥布林，從而拯救了王國。

## 電影
1960年代，這部作品被傑伊·沃德在其《Fractured Fairy Tales》系列中動畫化，其中加入了一隻被強迫生活在地底的無辜的哥布林和哥布林國王等角色。
1991年電影《公主與哥布林》由József Gémes執導拍攝。

## 外部連結
- The Princess and the Goblin - 古腾堡计划
- The Princess and the Goblin （页面存档备份，存于） 1911 Blackie edition with color illustrations
- The Princess and Curdie - 古腾堡计划
- The Princess And Curdie 1883 edition with illustrations （页面存档备份，存于）
- The Princess and the Goblin Kindle Edition with illustrations by Jessie Willcox Smith
- Public domain audio book at librivox.org （页面存档备份，存于）
- 列在網路推理小說資料庫中的《公主與哥布林》
- 互联网电影数据库（IMDb）上《公主與哥布林》的资料（英文）